# Старе Замчисько (Перемишль)
Старе Замчисько - історична місцевість у Перемишлі, також відома під назвою пагорб Трьох Хрестів. Розташована західніше Замкової гори, як частина надсянського узгір'я. 

## Історична традиція

Зображення узгір'я Старе Замчисько із здогадним руським укріпленням (справа, чорним кольором) на рисунку Казимира Гіртлера, 1871 року.

Зображення узгір'я Три Хрести, 1930-ті роки.
(Із книги "Де срібнолентий Сян пливе).

Відповідно до усної традиції на цьому місці знаходилась укріплення давньоруських часів та перша церква міста. Протягом тривалого часу вважалось, що саме тут знаходився кафедральний собор споруджений князем Володарем у XII столітті. Припущення протрималось до другої половини ХХ століття, коли внаслідок археологічних розкопок фундаменти катедри Володаря були знайдені в межах мурів Перемиського замку (так званого Замку Казимира). В зв'язку із традицією пов'язувати Старе Замчисько із головним храмом колишньої княжої столиці, місце мало важливий меморіальний характер для місцевого руського населення, та, згодом, української громади. Пагорб Старе Замчисько, пов'язаний із пам'яттю про трагічну долю руського Перемишля, став місцем релігійного вшанування після встановлення тут трьох хрестів, котрі нагадують Голгофу.
В історичних документах пізньо-середньовічного періоду Старе замчисько згадується під 1558 роком (в документі Сигизмунда Августа ("Stanislao Sulikowski hortus sub monte Stare Grodzisko noncupato civitatem Prmisliensem situs, perpetuo donatur"), 1578 ("... in oriente ponit rivulum  prope Antiquum Arcem"), 1716 ("... ab oriente rivulum dividentem a Stare Zamczysko"), 1723, 1729 (інвентар міста Перемишля).

## Руйнування
У ХІХ столітті, австрійською владою на Старому Замчиську проводились роботи з влаштування військових укріплень - тут постав шанець XVIc системи Перемиської фортеці. В процесі земляних робіт було знайдено багато археологічних артефактів військового характеру, фрагменти оборонних мурів та спалених балок. Частина знайдених матеріалів була відправлена у Відень.
В другій половині ХХ століття місцевість зазнала змін внаслідок облаштування лижного витягу. 

## Археологічні дослідження
У 1997 році на узгір'ї Три Хрести було проведено археологічні розкопки, в ході яких було знайдено сліди земляних валів, котрі в основі сягали 10 -11 м., фрагменти кам'яного мощення, жовтого шиферу та глиняні шари із слідами горіння. Виявлено, що деякі частини валів збережені донині та мають 1,2 метрову висоту.